# Chargeurs
Chargeurs ist ein französisches Unternehmen, das 1872 als Reederei Chargeurs Réunis gegründet wurde und heute in den Bereichen Folien und Textilien arbeitet. Das Unternehmen ist am CAC Small gelistet.

## Geschichte

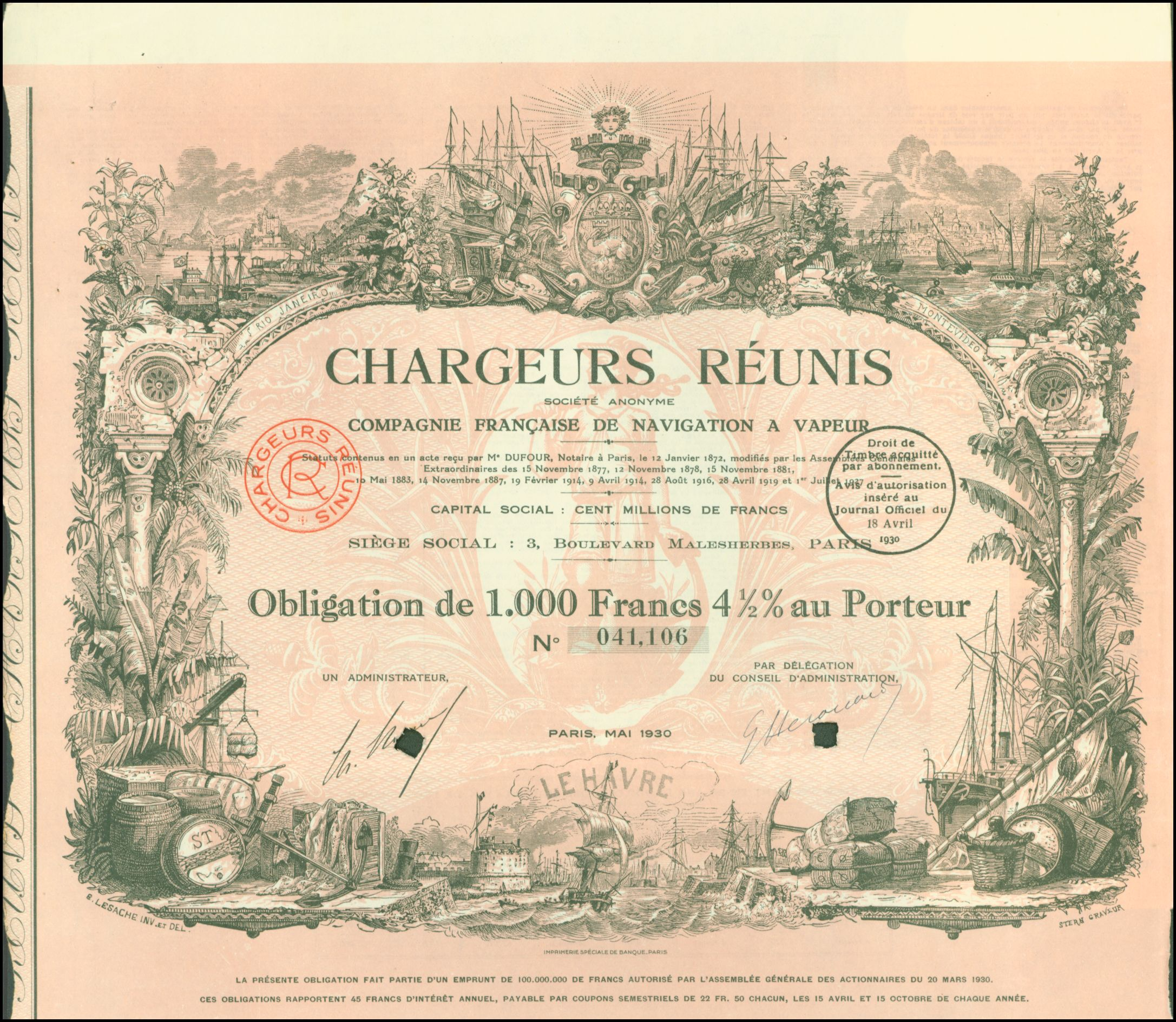
Obligation über 1000 Francs der Chargeurs Réunis SA vom Mai 1930

Gegründet wurde das Unternehmen 1872/1886 als Compagnie Française de Navigation à Vapeur Chargeurs Réunis in Le Havre. 1888 erfolgte eine Umfirmierung in Compagnie Maritime des Chargeurs Réunis. Ausgehend vom Basishafen Le Havre erstreckte sich das Fahrtgebiet von Westafrika, über die südamerikanische Ostküste bis in die Vereinigten Staaten. 1891 verfügte das Unternehmen bereit über 35 Schiffe, mit denen jährlich 470.000 Tonnen Ladung und 13.600 Passagiere transportiert wurden. Im Jahr 1916 übernahm Chargeurs Réunis die Anteilsmehrheit am Mitbewerber Compagnie de Navigation Sud-Atlantique, die im Auftrag Frankreichs und mit staatseigenen Schiffen einen Passagierliniendienst von Bordeaux zu den Häfen der südamerikanischen Ostküste betrieb.
Etwa ein Jahrzehnt darauf, im Jahr 1927, wurde die Reederei Chargeurs Réunis ihrerseits mittels feindlicher Übernahme seitens der Fabre-Familie unselbständig. Léon Cyprien Fabre und sein Teilhaber Alexis Baptifaut hatten die Präsidentschaft der Chargeurs Réunis inne. Nach einem gescheiterten Versuch Chargeurs Réunis', das Luftfahrtunternehmen Aéropostale zu übernehmen, wurde 1933 die Konkurrenzgesellschaft Aéromaritime gegründet, die zunächst ab dem 7. Juli 1935 Postflüge zwischen Cotonou und Niamey durchführte und anschließend ihren Betrieb auf ganz Westafrika ausdehnte. Im Jahr 1937 wurde Chargeurs Réunis vom Mutterunternehmen Fabre abgetrennt.

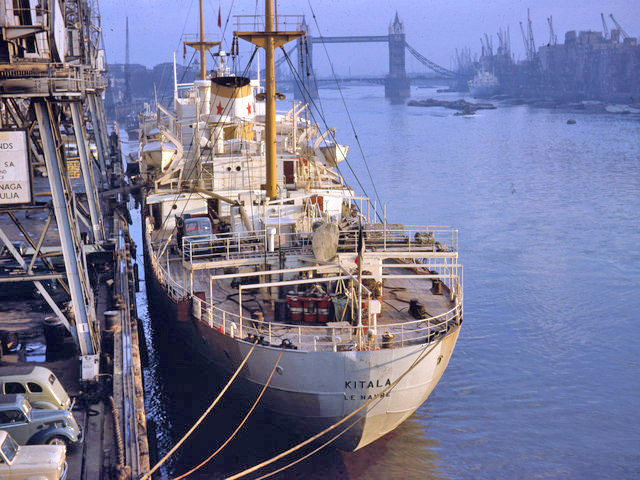
Das Chargeurs-Réunis-Kühlschiff Kitala in London

Nach dem Zweiten Weltkrieg reduzierte die jetzt von Francis Cyprien Fabre geleitete Chargeurs Réunis ihre Flotte auf etwa 15 Einheiten. In den Jahren 1964 bis 1976 erwarb Chargeurs Réunis eine Reihe von anderen französischen Schifffahrtsunternehmen, darunter Fabre, Fraissinet, Société Générale de Transport Maritimes, Compagnie de Navigation Paquet (CNP) und Union Navale. 1979 diversifizierte Chargeurs Réunis seine Geschäftsfelder. Das inzwischen zur drittgrößten europäischen Reederei gewachsene Schifffahrtsunternehmen betrieb 64 Schiffe (40 eigene und 24 in Zusammenarbeit mit Delmas-Vieljeux). Dies in der Container-, RoRo- und Massengutschifffahrt (inklusive Gastransport), der Passagierschifffahrt, sowie beim Betrieb von Hafenagenturen. Im Luftfahrtgeschäft war man anfänglich mit 63 Prozent (im Jahr 1990 mit 82,9 Prozent) an der Fluggesellschaft Union de Transports Aériens (UTA) beteiligt. Der Unternehmensteil UTH betrieb 17 internationale Hotels.
Ab Januar 1980 begann das Unternehmen unter der Leitung von Jérôme Seydoux die „Chargeurs Réunis“ zu zerlegen und deren Teile zu veräußern. Bis 1990 war die gesamte Schiffsflotte abgestoßen und die UTA an die Air France verkauft worden. Das Reedereiunternehmen, das ab 1988 als Chargeurs S.A. firmierte, bestand noch bis etwa in das Jahr 2000 und wurde dann im Handelsregister gelöscht. Als Chargeurs beschäftigt sich das Unternehmen heute in den Bereichen Oberflächenschutz (Schutzfolien), technischen Textilien und Rohstoffverarbeitung.